# Nakajima A4N
Nakajima A4N – japoński, pokładowy samolot myśliwski z okresu międzywojennego. Według nomenklatury japońskiej, samolot nosił oznaczenie: "Typ-95 do bazowania na lotniskowcach".

## Historia
W 1934 r. w związku z brakiem dostatecznych osiągnięć przy budowie nowych, pokładowych samolotów myśliwskich, według programu rozwojowego 7 Shi i wobec zwiększonego zapotrzebowania na pokładowe samoloty w związku z wojną w Chinach, dowództwo lotnictwa marynarki zwróciło się do wytwórni Nakajima o szybkie opracowanie samolotu, który mógłby zastąpić dotychczas używane na pokładach japońskich lotniskowców.
W związku z tym podjęto prace konstrukcyjne, przy czym oparto je na konstrukcji samolotu Nakajima A2N, wprowadzając pewne zmiany konstrukcyjne, z których najważniejszą było zmniejszenie przekroju poprzecznego kadłuba i zwiększanie rozpiętości skrzydeł. Zastosowano także mocniejszy silnik. Prototyp samolotu był już gotowy jesienią 1934 roku. Otrzymał wtedy oznaczenie A4N1.
Pomimo sporych uwag co do osiągów samolotu, w 1935 r. został on wprowadzony do produkcji seryjnej, która trwała do 1940 r. Wyprodukowano 221 samolotów tego typu.

## Użycie
Samoloty A4N, od momentu wprowadzenia do produkcji seryjnej, były wprowadzane do jednostek stacjonujących na lotniskowcach, zastępując tam samoloty A1N i A2N. Brały udział w walkach na terenie Chin w latach 1936–1940.
W 1940 r. zaczęto je wycofywać z jednostek bojowych w związku z wykorzystaniem coraz większej ilości jednopłatowych samolotów myśliwskich Mitsubishi A5M. Samoloty przekazywane były do jednostek szkolnych.

## Opis konstrukcji
Samolot A4N był dwupłatem o konstrukcji mieszanej: częściowo pokrytej blachą aluminiową, częściowo płótnem i sklejką. Kabina odkryta. Podwozie klasyczne, stałe. 
Napęd stanowił jeden silnik: Nakajima Hikari 1 (licencyjna wersja silnika Bristol Jupiter)
Uzbrojenie składało się z 2 karabinów maszynowych Typ 87 kal. 7,7 mm (w wersji A2N1 tylko 1 karabin maszynowy), zabudowane w kadłubie nad silnikiem oraz dwie bomby umieszczone w zaczepach podskrzydłowych o masie 30-60 kg.